# هوليس ستايسي
هوليس ستايسي (بالإنجليزية: Hollis Stacy)‏ هي لاعبة غولف أمريكية، ولدت في 16 مارس 1954 في سافانا في الولايات المتحدة.

## وصلات خارجية
- هوليس ستايسي على موقع رابطة لاعبات الغولف المحترفات (الإنجليزية)
- هوليس ستايسي على موقع قاعة جورجيا للمشاهير الرياضية (مؤرشف) (الإنجليزية)